# Grand Prix FINA de nage en eau libre 2017
Navigation
Édition 2016 Édition 2018
L'édition 2017 du Grand Prix FINA de nage en eau libre se dispute entre les mois de février et septembre.

## Étapes
L'édition 2017 est composée de 4 étapes de plus de 10 kilomètres chacune :
| Date        | Lieu           | Distance | Dotation |
| ----------- | -------------- | -------- | -------- |
| 5 février   | Santa Fe       | 57 km    | ?        |
| 29 juillet  | Lac St-Jean    | 32 km    | ?        |
| 19 août     | Lac d'Ohrid    | 30 km    | ?        |
| 3 septembre | Capri - Naples | 16 km    | ?        |

## Attribution des points
À chacune des étapes du circuit des points sont attribués en fonction de la grille suivante à tous les nageurs et nageuses terminant la course dans le délai imparti.
| Classement | Dotation de 25000 $ ou plus | Dotation entre 20000 $ et 24999 $ | Dotation de moins de 20000 $ |
| ---------- | --------------------------- | --------------------------------- | ---------------------------- |
| 1          | 25                          | 20                                | 15                           |
| 2          | 19                          | 16                                | 11                           |
| 3          | 16                          | 14                                | 9                            |
| 4          | 13                          | 12                                | 7                            |
| 5          | 11                          | 10                                | 6                            |
| 6          | 9                           | 8                                 | 5                            |
| 7          | 7                           | 6                                 | 4                            |
| 8          | 5                           | 4                                 | 3                            |
| >8         | 4                           | 3                                 | 2                            |

## Classement final

### Hommes
| Place | Nom                        | Nationalité       | Points |
| ----- | -------------------------- | ----------------- | ------ |
| 1     | Evgenij Pop Acev           | Macédoine du Nord | 43     |
| 1     | Guillermo Bertola          | Argentine         | 43     |
| 3     | Damián Blaum               | Argentine         | 34     |
| 4     | Alexander Studzinski       | Allemagne         | 32     |
| 5     | Edoardo Stochino           | Italie            | 28     |
| 6     | Xavier Desharnais          | Canada            | 23     |
| 7     | Matheus Emerim Evangelista | Brésil            | 16     |
| 8     | Edouard Lehoux             | France            | 14     |
| 9     | Aquiles Balaudo            | Argentine         | 12     |
| 10    | Aleksandar Ilievski        | Macédoine du Nord | 2      |
| 11    | Bertrand Venturi           | France            | 9      |
| 12    | Matias Diaz Hernández      | Argentine         | 7      |
| 13    | Luciano Nicolas Segurado   | Argentine         | 6      |

### Femmes
| Place | Nom                | Nationalité | Points |
| ----- | ------------------ | ----------- | ------ |
| 1     | Barbara Pozzobon   | Italie      | 56     |
| 2     | Alice Franco       | Italie      | 49     |
| 3     | Martina Grimaldi   | Italie      | 46     |
| 4     | Pilar Geijo        | Argentine   | 25     |
| 5     | Anna Mankevich     | Russie      | 24     |
| 6     | Rita Vanesa Garcia | Argentine   | 2      |

## Vainqueurs par épreuve
| Étapes             | Hommes               | Hommes             |                   | Femmes             | Femmes |
| Étapes             | Vainqueur            | Temps              | Vainqueur         | Temps              |        |
| Santa Fe - Coronda | Damián Blaum         | 8 h 28 min 16 s 14 | Barbara Pozzobon  | 8 h 53 min 42 s 79 |        |
| Lac Saint-Jean     | Guillermo Bertola    | 6 h 19 min 23 s 10 | Martina Grimaldi  | 6 h 45 min 59 s 50 |        |
| Lac d'Ohrid        | Alexander Studzinski | 5 h 15 min 14 s 00 | Barbara Pozzobon  | 5 h 15 min 51 s 00 |        |
| Capri - Naples     | Matteo Furlan        | 3 h 53 min 37 s 00 | Ana Marcela Cunha | 3 h 58 min 43 s 00 |        |